# Santa Bárbara de Padrões
Santa Bárbara de Padrões é uma povoação portuguesa sede da Freguesia de Santa Bárbara de Padrões do Município de Castro Verde, freguesia com 66,32 km² de área e 731 habitantes (censo de 2021), tendo, por isso, uma densidade populacional de 11 hab./km².

## Demografia
A população registada nos censos foi:
| Distribuição da População por Grupos Etários | Distribuição da População por Grupos Etários | Distribuição da População por Grupos Etários | Distribuição da População por Grupos Etários | Distribuição da População por Grupos Etários |
| -------------------------------------------- | -------------------------------------------- | -------------------------------------------- | -------------------------------------------- | -------------------------------------------- |
| Ano                                          | 0-14 Anos                                    | 15-24 Anos                                   | 25-64 Anos                                   | > 65 Anos                                    |
| 2001                                         | 167                                          | 161                                          | 642                                          | 301                                          |
| 2011                                         | 90                                           | 96                                           | 467                                          | 290                                          |
| 2021                                         | 49                                           | 62                                           | 335                                          | 285                                          |

## Localidades[5]
- A-do Corvo: 140 hab. em 2001
- Beringelinho: 124 hab. em 2001
- Lombador: 192 hab. em 2001
- Montinhos
- Neves da Graça: 75 hab. em 2001
- Rolão: 55 hab. em 2001
- Santa Bárbara de Padrões: 205 hab. em 2001
- Sete: 354 hab. em 2001
- Viseus: 86 hab. em 2001

A localidade sede de freguesia, Santa Bárbara de Padrões, tinha em 2001, 205 habitantes, sendo a localidade sede de freguesia menos populosa do concelho de Castro Verde.  Sete era a localidade da freguesia com mais habitantes: 354 habitantes (2001).
A freguesia de Santa Bárbara de Padrões situa-se a 13 km de Castro Verde, sede do município, e é constituída por nove aglomerados populacionais. Pertencendo ao antigo concelho de Padrões desde a sua fundação no século XIII, a freguesia foi integrada no concelho (atual município) de Castro Verde, na reforma administrativa de Passos Manuel, em 1836.

## Economia, geografia e história

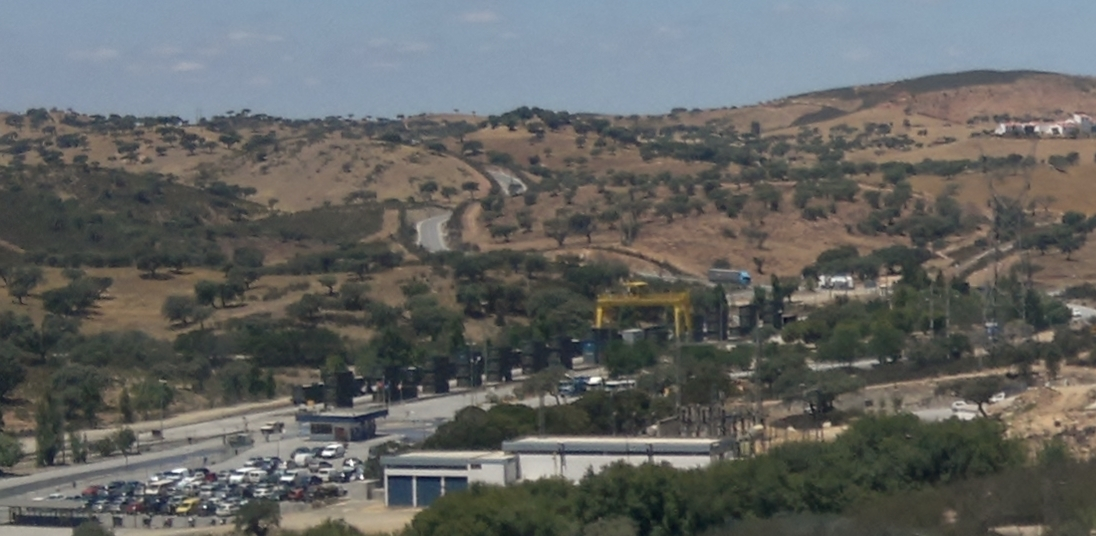
Terminal ferroviário da Mina de Neves Corvo

A vida económica da freguesia está intimamente ligada à riqueza do subsolo, pois é aí que está localizada a Mina de Neves Corvo, a maior exploração de pirite da Europa. Com mais de 1000 trabalhadores, constitui o principal polo empregarial do Município de Castro Verde, sendo também o grande motor de desenvolvimento deste. Tradicionalmente, esta freguesia está de há muito ligada à atividade mineira, pois dessa realidade foram encontrados vestígios desde, pelo menos, 1700 a.C.. Foi também em Santa Bárbara de Padrões, junto à seiscentista Igreja Matriz, que foi descoberto um depósito votivo de lucernas romanas, do século I-III d.C., com milhares de exemplares, das quais se encontram alguns exemplares em exposição, no Museu da Lucerna, na vila de Castro Verde.
Para além da indústria extrativa, a freguesia está economicamente ligada à agricultura e à pastorícia, refletindo-se essa realidade nos hábitos artesanais, dos quais se destaca o fabrico das tradicionais mantas de lã. Nesta freguesia encontravam-se ainda em atividade, não há muitos anos, um conjunto importante de cardadores e tecedeiras.
A paisagem da freguesia apresenta uma orografia mais acidentada que o resto do município, assumindo-se como um território de transição entre as planícies do Campo Branco e a Serra do Caldeirão.
Em 23 de Agosto de 2024, foi inaugurado um monumento alusivo aos cinquenta anos da Revolução de 25 de Abril de 1974, concebido pela arquitecta Carolina Palma, e situado à entrada da aldeia, perto do centro cultural.

## Património
- Igreja de Santa Bárbara de Padrões

## Desporto
- Grupo Desportivo e Cultural da Sete